# Il conformista (romanzo)
Il conformista è un romanzo di Alberto Moravia, pubblicato per la prima volta nel 1951. Nel 1970, ne è stato tratto il film omonimo diretto da Bernardo Bertolucci.

## Trama
La trama è articolata in tre fasi cronologicamente distinte.

### Prologo
Il primo tempo della narrazione è durante l'infanzia del protagonista, Marcello Clerici. In questa fase egli subisce i litigi e il rapporto conflittuale tra la madre e il padre, conosce le prime sadiche inclinazioni della propria personalità e viene a contatto con la "società" dei suoi compagni di scuola, nella quale prova per la prima volta quel senso di anormalità e inadeguatezza dalla quale cercherà per tutta la vita di liberarsi. 
Marcello cerca insistentemente di inserirsi nella normalità dei suoi compagni di scuola, di farsi accettare da loro, ed è proprio nel tentativo di riuscire in questo suo proposito che cade nella rete di un uomo, Lino, che con la falsa promessa di donargli la rivoltella che ha con sé, lo avvicina e cerca di approfittare di lui. Per un puro caso, nel momento in cui Lino, dopo averlo condotto a casa propria, sta per avventarsi su di lui, Marcello, nella cui mano capita la rivoltella, riesce a trovare la forza di liberarsi dalla sua presa e a far fuoco con l'arma, per poi fuggire, convinto di averlo ucciso.

### Parte I
Nella parte centrale del romanzo, Marcello è ormai un uomo, che è tuttavia costretto a fare i conti con il trauma vissuto nell'infanzia e che vive con intenso disagio l'anormalità. Sua principale preoccupazione infatti è quella di confondersi con i più e di vivere una vita normale: adotta così uno stile di vita comune, piccolo borghese, dal quale non si distingue nemmeno nella scelta dell'arredamento di casa, e accoglie con convinzione l'ideologia fascista. 
È in questa fase che a Marcello, impiegato statale presso i servizi segreti, viene affidata la missione di rintracciare a Parigi il suo ex professore dell'università, adesso impegnato come militante antifascista all'estero. Egli accetta, e il caso vuole che la missione coincida con il periodo del suo matrimonio, così che il viaggio di nozze viene scelto come copertura per la missione. 

### Parte II
Giunto a Parigi, la missione per Marcello è diventata quella di identificare il professore e indicarlo al collega, tale Orlando, che poi si sarebbe occupato di eliminarlo. Marcello non si tira indietro nemmeno di fronte alla prospettiva di prender parte a un omicidio politico e rintraccia il professore. Questi vive con la moglie e ricevuta la chiamata del suo ex alunno lo invita a casa. Marcello e Giulia, sua moglie, vi si recano e qui non solo emerge che il professore e la moglie sanno tutto di Marcello e dei suoi scopi, nonostante lo accolgano con cortesia, ma si crea anche un curioso triangolo: Marcello infatti resta folgorato dalla bellezza della moglie del professore e crede anche di essersene innamorato, ma questa si scopre subito avere inclinazioni omosessuali, ed essersi invaghita disperatamente di Giulia. 
Comunque la sera stessa del primo incontro le due coppie si rivedono, e durante la cena Marcello segnala a Orlando chi è il professore, così da aver svolto la sua missione, e lo informa che questi il giorno dopo sarebbe partito per la propria casa in Savoia, sulla strada per la quale sarebbe potuto avvenire l'omicidio. A Parigi sarebbero dovuti rimanere Marcello, Giulia e la moglie del professore, che nel mentre cerca con insistenza di avvicinarsi a Giulia, che la respinge. Tuttavia la moglie alla fine parte con il marito professore e Marcello e Giulia fanno ritorno in Italia. Qui dopo alcuni giorni vengono a sapere dell'uccisione dei due sulla strada per la Savoia e Marcello scopre da Orlando che, prima che fosse compiuto l'omicidio, era stato inoltrato l'annullamento della missione, che però non era arrivato in tempo agli esecutori. L'omicidio era stato superfluo.

### Epilogo
L'azione finale si svolge alla caduta del regime, cui Marcello osserva dalla finestra della propria normalissima casa la notte della città in festa. Giulia, che fino ad allora dormiva, si desta e condivide la propria preoccupazione al marito. Che cosa avrebbero fatto adesso? E come avrebbe fatto Marcello a evitare le ripercussioni del suo gesto compiuto tanti anni prima? Marcello propone alla moglie la fuga, ma per quella sera egli decide di recarsi nel centro della città a osservare il giubilo di coloro che festeggiano. Così i due, nonostante il timore di Giulia, si recano in centro e si confondono nella massa di manifestanti di ogni genere che festeggiano la caduta del fascismo sfilando e sradicando busti e fasci. Successivamente Marcello e Giulia scelgono di trovare un luogo tranquillo per una passeggiata. Vanno a Villa Borghese e qui Marcello incontra, ormai impiegato come guardiano notturno, Lino. Il colpo di rivoltella infatti non era stato mortale come Marcello credeva, Lino è vivo e tutte le sofferenze che Marcello aveva subito al seguito del trauma di avere ucciso un uomo si rivelano inutili e insensate. 
Scacciato Lino, i due vanno via e tornano a casa. Il giorno successivo Marcello, Giulia e la figlioletta partono per villeggiare con i nonni a Tagliacozzo, da dove poi progettano di fuggire per l'estero, possibilmente per un paese lontano. Sulla strada, mentre guida, Marcello riflette sulla possibilità di iniziare una nuova vita, sulla fatalità che ha guidato i suoi gesti fino ad allora e sull'incontro della notte precedente con Lino. Mentre l'auto è in corsa però viene raggiunta da un aereo che, nel fare fuoco sulla zona, colpisce l'auto. Marcello, ferito, viene ribaltato fuori e, prima di morire, ha solo il tempo di accorgersi che non c'è vita neanche dentro l'auto perché anche moglie e figlia vengono ferite mortalmente.

## Edizioni
- Il conformista, Bompiani, Milano, aprile 1951.
- Il conformista, introduzione di Geno Pampaloni, Collana Oscar n.441, Arnoldo Mondadori Editore, Milano, 1973.
- Il conformista, Milano, Bompiani, 1981; con un episodio inedito a cura di Tonino Tornitore, bibliografia di Tonino Tornitore, cronologia di Eileen Romano, Bompiani, Milano 1994; Milano, SuperPocket, 2005.
- Il conformista, prefazione di Massimo Onofri, I 100 capolavori del Premio Strega, UTET-Fondazione Bellonci, Torino, 2006.
- Il conformista, introduzione di Lorenzo Pavolini, con un episodio inedito a cura di Tonino Tornitore, Collana Classici contemporanei, Bompiani, Milano-Firenze, 2019, ISBN 978-88-301-0124-1.

Il libro è stato pubblicato in altre lingue straniere.